# Vorderburg (Schlitz)
Die Vorderburg ist eine Burg in der Stadt Schlitz im Vogelsbergkreis in Mittelhessen und gehört zu den fünf Schlitzer Burgen: Das sind, neben der Vorderburg, die Hinterburg mit Hinterturm und der Ottoburg, die alle eingebunden in die Stadtmauer die mittelalterliche Stadtbefestigung bildeten, zusammen mit der Schachtenburg und dem etwas außerhalb gelegenen Schloss Hallenburg.
Mit der abgegangenen Burg Niederschlitz und der Ruine der Seeburg befinden sich gleich sieben Burgen in und im Umkreis der Stadt Schlitz.

## Beschreibung
Die Vorderburg war die Hauptburg von Schlitz und entstand vermutlich spätestens im 13. Jahrhundert im nordwestlichen Teil des mittelalterlichen Schlitz. Von der Burg sind nur noch der untere Teil des wohnturmähnlichen ehemals romanischen Bergfrieds erhalten, dessen Fundamente aus der Zeit vor 1181 stammen. Der ältere Teil liegt an der Obertorseite. Das östliche, den Turm flankierende dreistöckige Schlossgebäude wurde 1565, wie wahrscheinlich auch die Welsche Haube des Turms, auf Veranlassung des Junkers Johann Eustach von Schlitz in der heute uns bekannten Form um- und angebaut. Die seit 819 (Gerlacus de Slitese) urkundlich erwähnten Herren von Schlitz kamen 1116 an das fuldische Lehen der Stadt, nachdem sie vorher den Grafen von Ziegenhain gehörte.
Die Vorderburg war die Hauptburg von Schlitz und bis ins frühe 18. Jahrhundert Sitz des Seniors der Ganerbengemeinschaft der Linien der Vorderburger, Hinterburger, Schachtenburger, Ottoburger und Hallenburger Herren und kam 1720 nach dem Aussterben des Mannesstamms der Vorderburger Linie mit ganzem Besitz an die Hallenburger Linie. Deren Senior, Friedrich Wilhelm von Schlitz genannt von Görtz, war hannoverscher Kammerpräsident und Staatsminister und wurde 1726 von Kaiser Karl VI. in den Reichsgrafenstand erhoben.

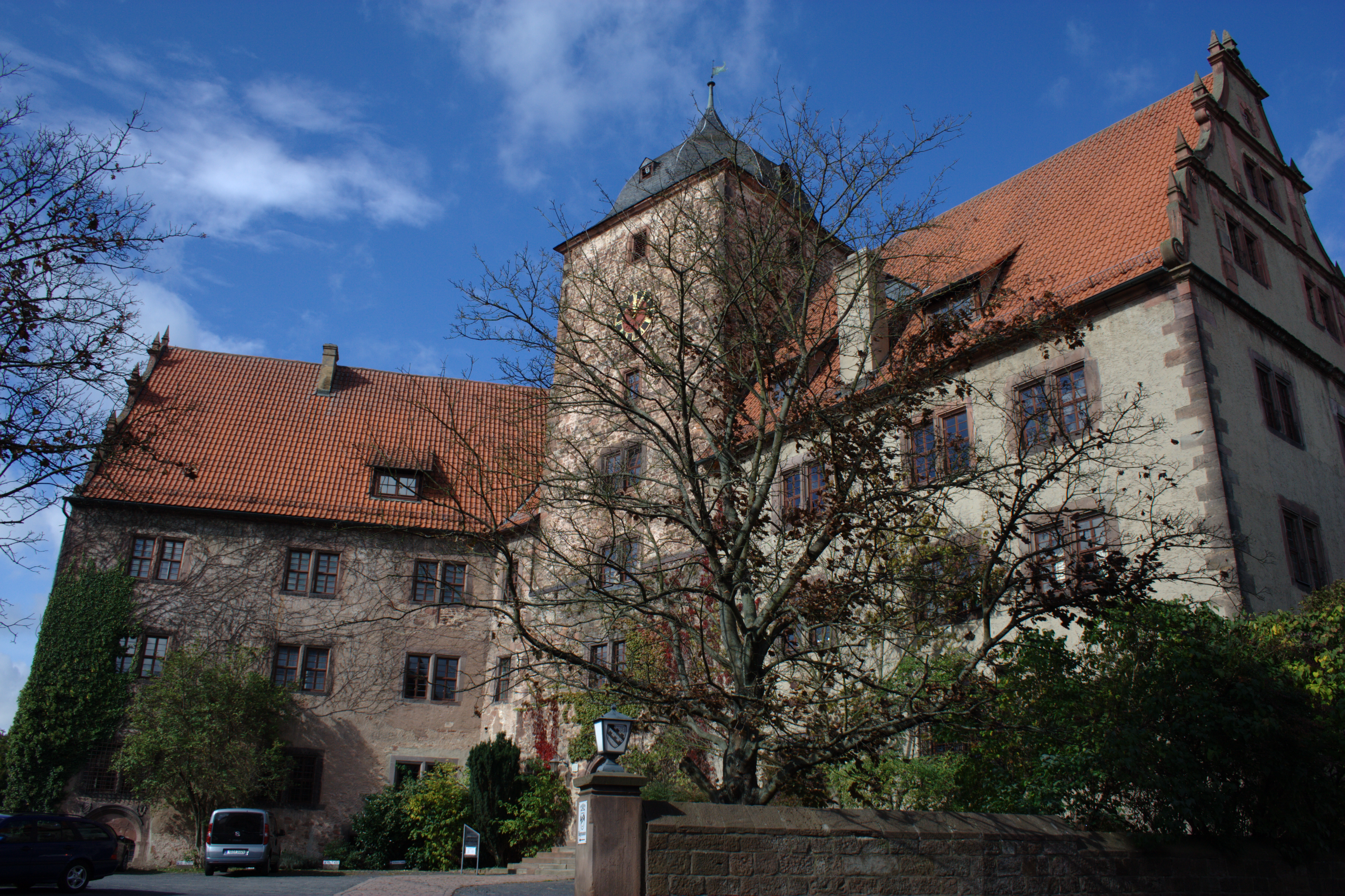
Ansicht der Vorderburg von der Turmseite aus Richtung Südosten

Der heutige Festsaal der Stadt Schlitz entstand aus dem mittelalterlichen romanischen Wohnturm. Der Westflügel wurde um 1600 auf Veranlassung von Wilhelm Balthasar von Schlitz erbaut. Aus derselben Zeit stammt das erwähnenswerte Brunnenhaus im Burghof. Es ist aus Holz, genauso wie das Räderwerk des Brunnens.
1812 wurde der aus einem Altan und einem Treppenturm bestehende Vorbau abgerissen. Im Gartenausgang des „Vorderburger Türmchens“ befindet sich das spätgotische Portal des Treppenturms. Renaissancegiebel finden sich an den Rückseiten der beiden Flügel des Gebäudes, wo ein zum Teil barocker Treppenaufgang in die oberen Stockwerke führt. Die Gräflich-Görtzische Verwaltung befindet sich im Parterre des Westflügels und beherbergt ein Heimatmuseum.
Der Turm beinhaltet seit 1950 ein aus 26 Glocken bestehendes Läutewerk, gestiftet von Graf Otto Hartmann von Schlitz; es soll nach dem Willen des Stifters der internationalen Verständigung dienen. Jeweils 15 Uhr und 17 Uhr werden Volkslieder verschiedener Nationen gespielt.

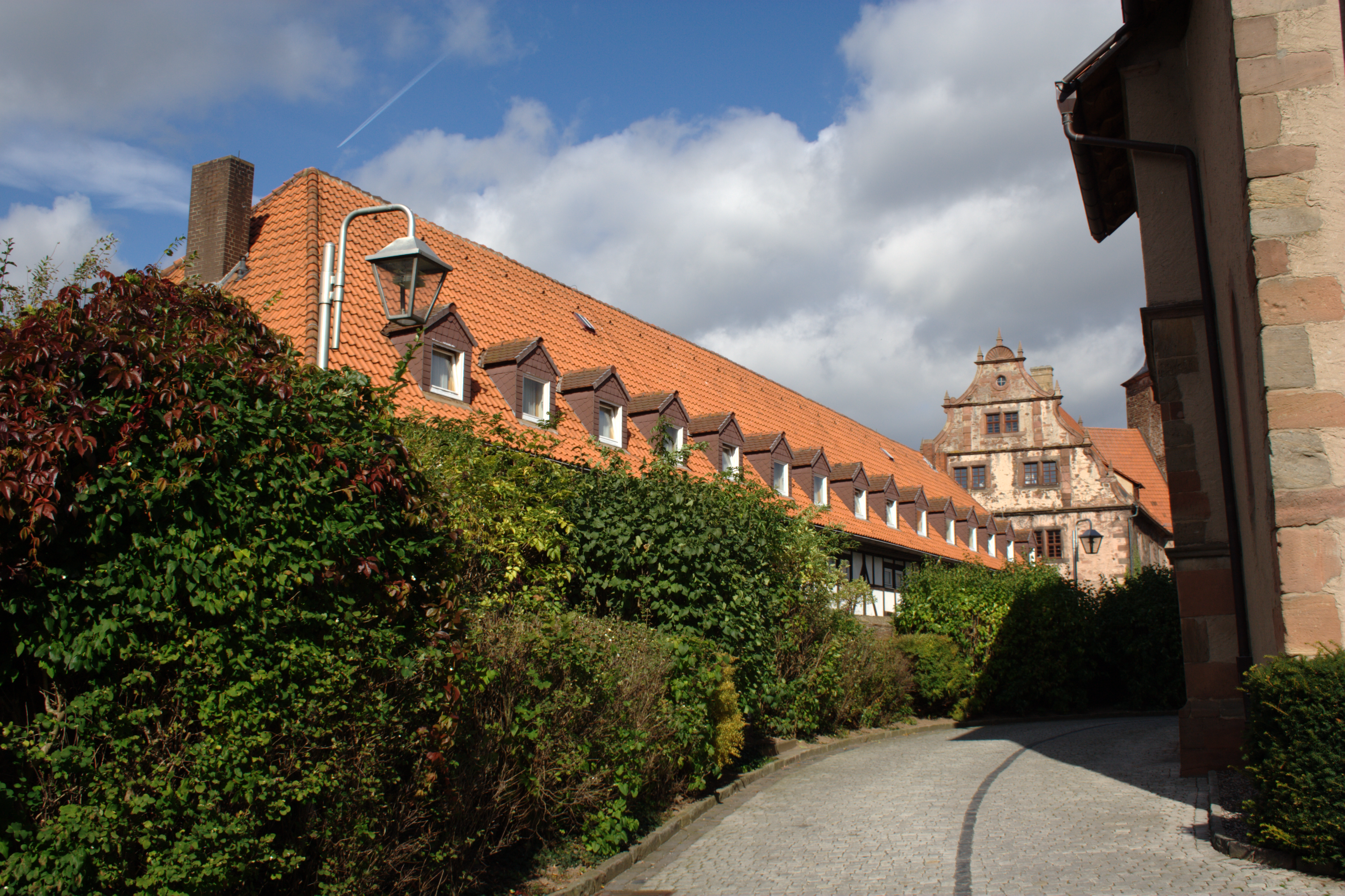
Blick zur Vorderburg, links das Hotel
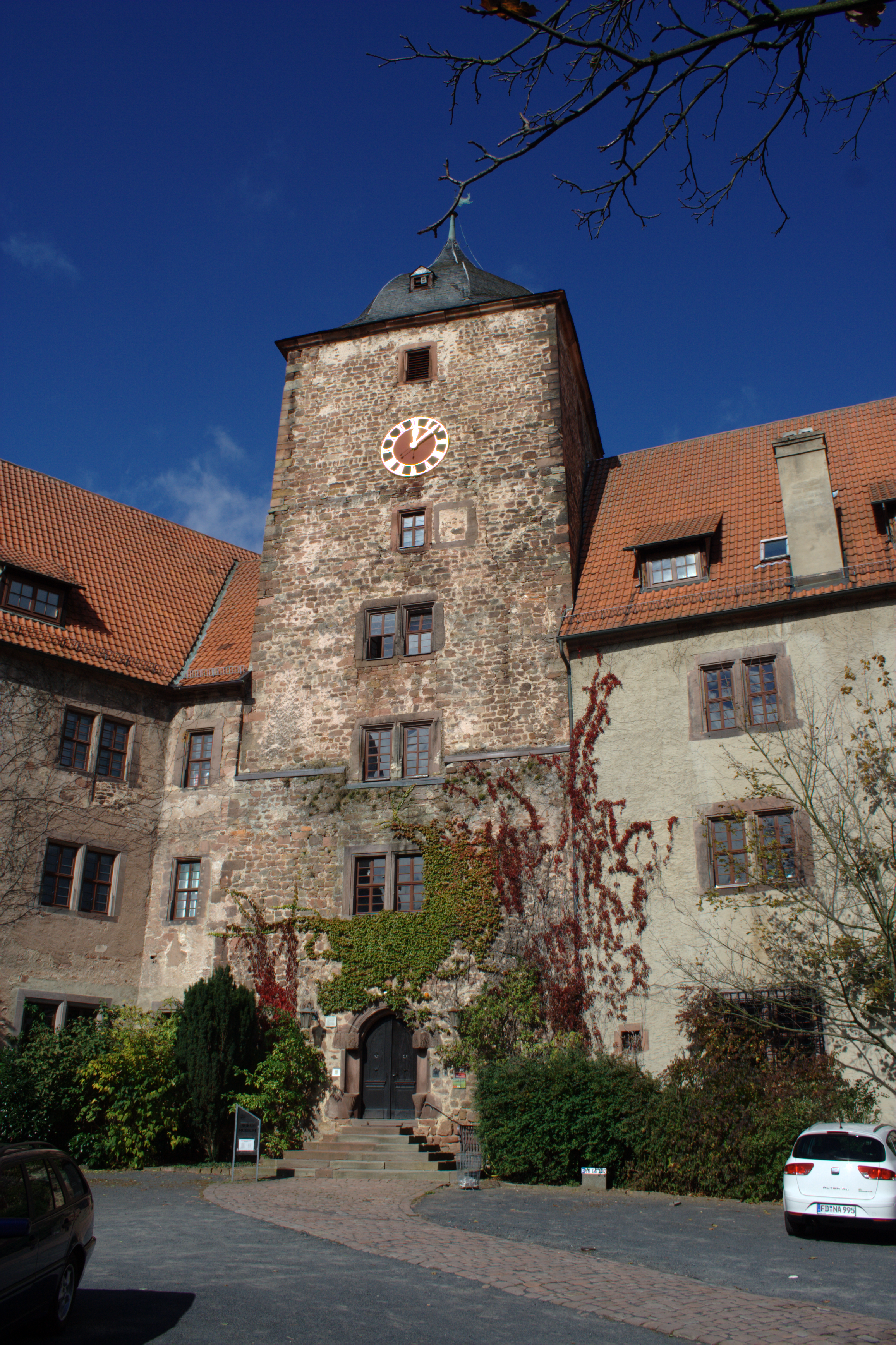
Der zentrale Turm
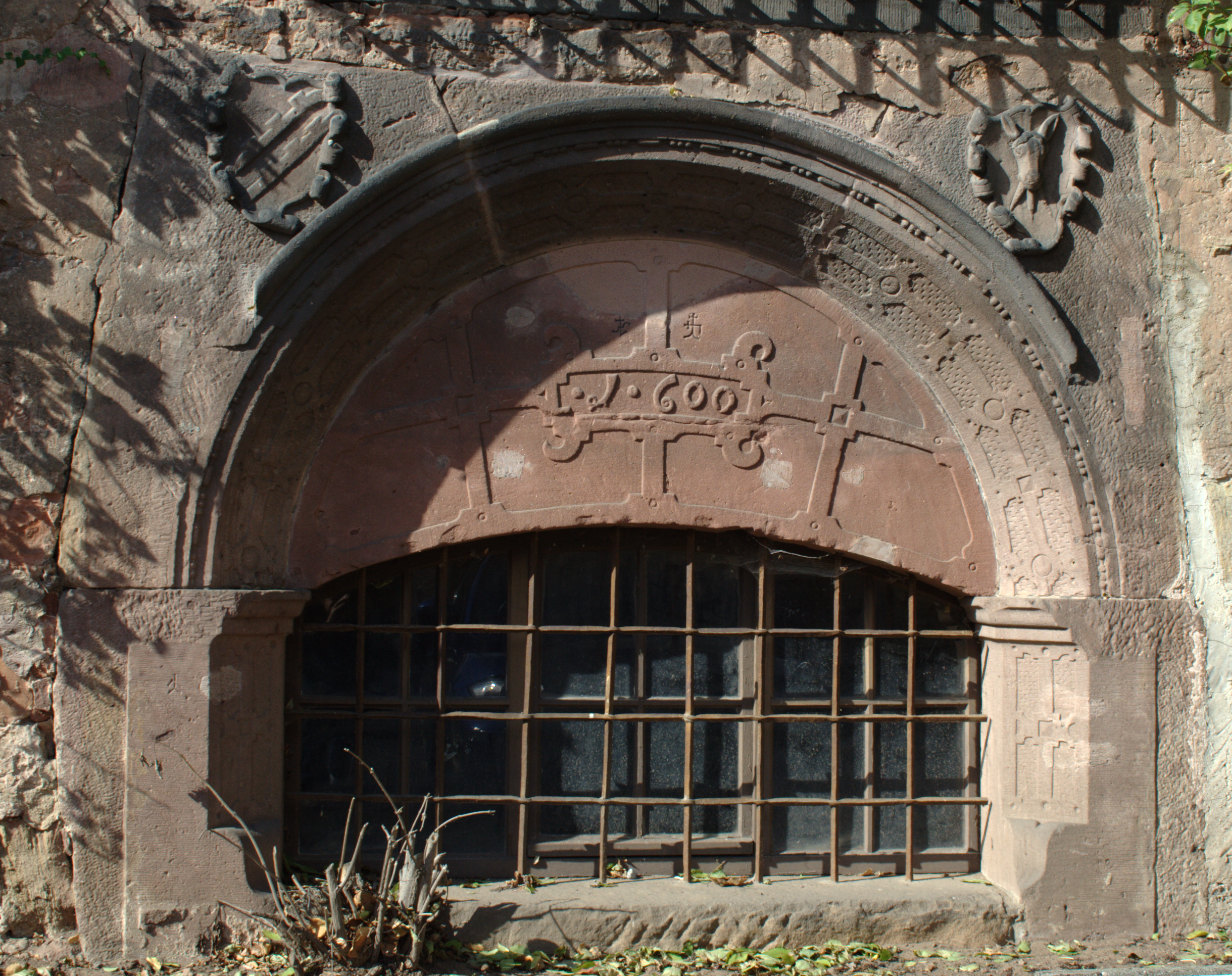
Bild vom Westflügel mit zwei Einzelwappen und Jahreszahl über dem Portal des Fensters (möglicherweise früher Eingangsportal)